# Jeanne Perego
Jeanne Perego (Milano, 26 dicembre 1958) è una giornalista e scrittrice italiana.
Jeanne Perego collabora con numerosi quotidiani, periodici e radio come corrispondente da Germania, Austria e Svizzera. Scrive e racconta  di cronaca, politica, costume, cultura e enogastronomia.Per anni si è occupata  di  letteratura per ragazzi, arte, turismo culturale e nel verde, collaborando con quotidiani e periodici vari, tra cui La Stampa,  Il Tirreno, Alto Adige, Trentino, L'Eco di Bergamo, La Provincia di Como/Weekend, Topolino, Madre, Carnet, Dove e Giardinaggio. Ha avuto una lunga collaborazione con Radio Popolare su tematiche di viaggio e culturali. Collabora con diversi programmi della Rete Uno della Radiotelevisione Svizzera. Vive alternandosi tra la Baviera e la Toscana.
È nota a livello internazionale per aver scritto l'originale biografia di Papa Benedetto XVI, dal titolo Joseph e Chico. Tradotta in 13 lingue, è una raccolta di testimonianze sulla vita di Joseph Ratzinger, le sue origini, il suo impegno nello studio e nel lavoro. Una biografia originale poiché la voce narrante è quella di Chico, il gatto dei vicini di casa di Joseph Ratzing in Baviera, a Pentling. L'introduzione al testo è di Georg Gänswein, segretario privato di Benedetto XVI. Il libro ha avuto 14 traduzioni internazionali, dall'inglese al polacco, fino al monegasco.
In un secondo libro, Max e Benedetto, è invece un passero solitario che vive sulle mura vaticane a raccontare la vita quotidiana del successore di San Pietro. Anche questo libro è stato tradotto in altre lingue, come l'inglese e il norvegese.
Nel 2013 ha pubblicato la biografia per bambini di papa Francesco: Il nostro amico Jorge", che racconta la vita del pontefice dalla nascita a Buenos Aires fino all'elezione al soglio pontificio. Il libro è stato tradotto in diverse lingue. 
Jeanne Perego ha scritto anche varie guide di viaggio raccontando i luoghi d'origine di Joseph Ratzinger in Baviera ed i mercatini di Natale in Germania, Austria e nel resto d'Europa.
Con lo pseudonimo di Alice nel Paese delle insalate ha pubblicato per Mondadori un libro di ricette e curiosità culturali sull'insalata, sperimentando nei 365 piatti proposti con numerosi ingredienti, condimenti e accostamenti, frutto di una ricerca estesa e minuziosa che le ha fatto meritare l'appellativo di prima "insalatologa" italiana.

## Opere pubblicate
- "Piatti fai da te per la pausa pranzo", Milano, Tecniche Nuove, 2015, ISBN 978-88-481-3054-7
- "Schiscetta sfiziosa: Idee e ricette rapide per la pausa pranzo", Milano, A.Vallardi, 2014, ISBN 978-8867313518
- "Tutto su insalate e condimenti", Milano, Tecniche Nuove, 2014, ISBN 978-8848129602
- "Il nostro amico Jorge", Alba, Edizioni San Paolo, 2013, ISBN 978-88-21-59049-8
- "Il sindaco e l'albero", Biella : Lineadaria, 2012, ISBN 978-88-97-86705-0
- "365 insalate per tutto l'anno e per tutti i gusti", Milano, Mondadori, ISBN 978-88-37-09142-2
- "Le giornaliste di moda non mangiano il tiramisù", Castel Bolognese, Itaca, 2010, ISBN 978-88-52-60239-9
- "Max e Benedetto", Padova, Edizioni Messaggero, 2009, ISBN 978-88-250-2257-5
- "Joseph e Chico", Padova, Edizioni Messaggero, 2007, ISBN 978-88-250-1882-0
- "La Baviera di Joseph Ratzinger", Trezzano sul Naviglio, FBE edizioni, 2005, ISBN 978-88-89-16026-8
- "Mercatini di natale in Germania e Austria", Trezzano sul Naviglio, FBE edizioni, 2005, ISBN 978-88-89-16027-5
- "Mercatini di natale in Europa", Trezzano sul Naviglio, FBE edizioni, 2006, ISBN 978-88-89-16019-0
- "Meravigliose insalate", Milano, Tecniche Nuove, 2018, ISBN 978-88-481-3676-1